# Partograma

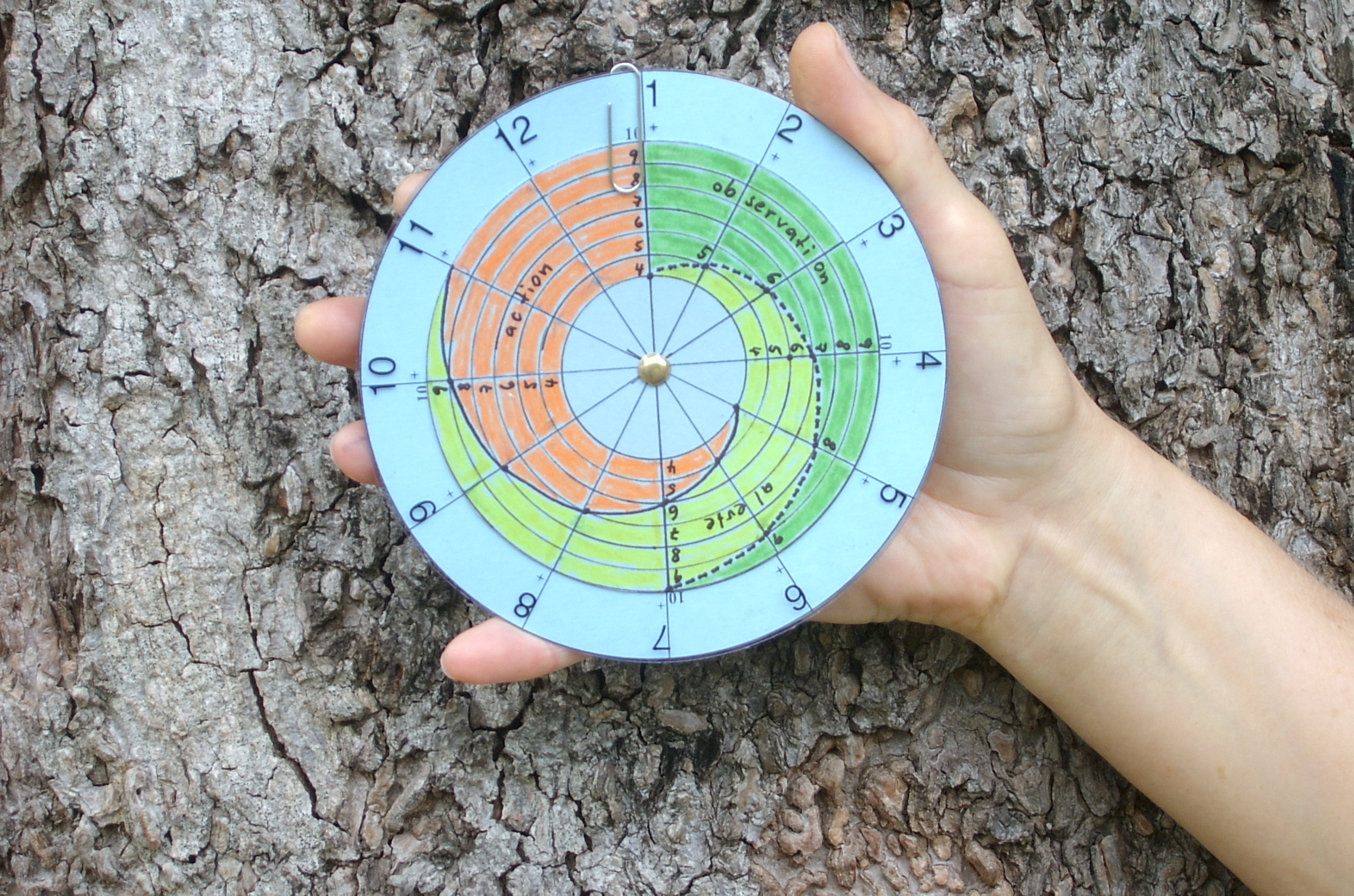
Partograma

Un partograma es una representación visual gráfica de los valores y eventos relacionados al curso del trabajo de parto. Las mediciones relevantes que se incluyen en el partograma pueden incluir estadísticas como la dilatación cervical en el tiempo, la frecuencia cardíaca fetal y los signos vitales de la madre. La vigilancia clínica de la evolución del trabajo de parto puede prevenir, detectar y manejar la aparición de complicaciones que pueden desencadenar daño, a veces irreversible o fatal para la madre y el recién nacido.

## Tipos de partogramas
Existen más de 200 tipos de partogramas, basados fundamentalmente en los partogramas desarrollados por Enmanuel Friedman, Philpott y Schwarcz, la mayoría de los cuales indican la misma vía del parto y presentan una eficacia similar en la asistencia clínica del trabajo de parto. El modelo básico es creado por organismos como el Centro Latinoamericano de Perinatología (CLAP), la Organización Panamericana de la Salud (OPS) y la Organización Mundial de la Salud (OMS) como parte de programas de reducción de mortalidad materna e infantil en países del tercer mundo.

### Curvas del parto
El modelo básico de un partograma está centrado en un papel cuadriculado en el que se construyen gráficas curvas del trabajo de parto. En la escala vertical izquierda se listan en centímetros la dilatación cervical, desde el 0 hasta el 10. En el eje horizontal inferior se indican las horas transcurridas desde el inicio del trabajo de parto. En el eje vertical derecho se suele poner la altura de la presentación fetal, sorteada en orden descendente, por lo general basado en los planos de Hodge. La curva del parto suele tener una pendiente mayor en las multíparas mientras que las primigestas tienden a ser curvas más planas. El 90% de los partos suelen seguir los patrones establecidos en la curva del parto normal y predice el momento en el que la intervención médica debe actuar para prevenir la distocia y el estrés fetal y el riesgo materno.

## Intervalos normales
En el 90% de los partos vaginales, la duración desde la dilatación del cuello uterino que inicia la fase activa del primer período del parto (4 cm de dilatación) hasta que alcance los 9-10 cm de dilatación completa es de 2,5 horas en multíparas y aproximadamente 4,5 horas en nulíparas. Por su parte, el descenso de la cabeza fetal suele ocurrir cuando la dilatación del cuello uterino ha alcanzado el 80% u 8 cm.

## Alteraciones en el partograma
La duración anormal del trabajo de parto aumenta considerablemente la morbilidad y mortalidad infantil y materna. La OMS plantea que después de 8 horas de trabajo de parto en la fase latente—que es la fase que le antecede al nacimiento del producto—se debe consider el parto como prolongado, si no ha ocurrido naturalmente, se debe realizar la rotura artificial de membranas (RAM) y administrar oxitocina[cita requerida]. Si la paciente no pasa a la fase activa o segunda fase del parto natural, se debe realizar un parto por cesárea.